# Заврофтиры
Заврофтиры (лат. Saurophthirus) — род вымерших блох, живший в нижнемеловую эпоху (аптский век). Окаменелости заврофтиров были найдены в Китае и Сибири.
Родовое название образовано от греческих слов sauros — «рептилия», «ящер» и phthirus — «высасывать».

## Описание
Длина заврофтира составляла 25 мм. Как и современные блохи, они вели паразитический образ жизни. Палеонтологи установили, что излюбленными объектами паразитирования заврофтиров были птерозавры (Pterosauria). Маленькая блоха прицеплялась своими цепкими лапками к кожистой мембране птерозавра и начинала пить кровь рептилии.

## Систематика
Род Saurophthirus в 2013 году Gao и др. выделили в отдельное семейство Saurophthiridae. В 2017 году семейства Saurophthiridae, Pseudopulicidae и Tarwiniidae были объединены в надсемейство Saurophthiroidea. В этой же работе был показан приоритет Пономаренко в авторстве семейства Saurophthiridae.
В род включают 3 вымерших вида:
- Saurophthirus exquisitus Gao et al., 2013 — Китай[3]
- Saurophthirus laevigatus Zhang et al., 2020 — Китай[5]
- Saurophthirus longipes Ponomarenko, 1976 — Забайкалье, Россия[6]